# Валдтурн
Валдтурн (њем. Waldthurn) град је у њемачкој савезној држави Баварска. Једно је од 38 општинских средишта округа Нојштат ан дер Валднаб. Према процјени из 2010. у граду је живјело 2.048 становника. Посједује регионалну шифру (AGS) 9374165.

## Географски и демографски подаци
Валдтурн се налази у савезној држави Баварска у округу Нојштат ан дер Валднаб. Град се налази на надморској висини од 556 метара. Површина општине износи 31,0 km². У самом граду је, према процјени из 2010. године, живјело 2.048 становника. Просјечна густина становништва износи 66 становника/km².